# NGC 2274
NGC 2274 (również PGC 19603 lub UGC 3541) – galaktyka eliptyczna (E), znajdująca się w gwiazdozbiorze Bliźniąt. Odkrył ją William Herschel 26 października 1786 roku.
25 grudnia 2005 roku poinformowano o zaobserwowaniu w tej galaktyce supernowej SN 2005md, późniejsze badania dowiodły jednak, że był to wybuch w układzie kataklizmicznym.